# Історія Таращі
Сторінка присвячена історії міста Тараща.

## Передісторія міста
Заселення території сучасної Таращі та її околиць відбувалося вже в добу енеоліту, яскравими представниками якого були носії східно-трипільської культури. XV ст. до н. е. навколо Таращі створюється своєрідне етнічне поле праслов'янських спадкових культур — це східно-тшинецька, білогрудівська, чорноліська з розвинутою фазою Жаботинського періоду.
Хвилями прокочуються іраномовні кочівники: кімерійці, скіфи, сармати. І так до пізнього середньовіччя. Невеликі за розмірами та слабо захищені городища праслов'ян не витримують постійних натисків кочівників «номадів» і, починаючи з VII ст. до н. е., з'являються величезні за розмірами городища союзних племен та племінних угруповань.
З появою іраномовних скіфів в українському лісостепу утворюється землеробсько-скотарське політичне об'єднання скіфів. Городище ранньоскіфської доби виникає на місці сучасної Таращі.
Розпочинаючи з 1989 року, на городищі та околицях міста проводилися охоронні і рятівні розкопки місцевим археологічним клубом «Невріда» та співробітниками Інституту археології НАН України С. С. Безсоновою і С. А. Скорим, В. В. Романюком.
Із середини III ст. н. е. — IV ст. н. е. Таращу та її околиці починають освоювати носії поліетнічної черняхівської культури. Вони досить щільно займають чорноземи і заплави річок, при чому в їхньому середовищі спостерігаємо риси гето-даків, пізніх скіфів, сарматів, ранніх слов'ян та готів. До занепаду цієї аграрної культури призвела наступна хвиля кочівників — гунів. Далі на межі XIV–XV ст. Тараща потрапляє під вплив Великого князівства Литовського, яке утримує тут військові формування. Невдовзі панування Литви змінює Польща.
Перші поселення на території нашого міста існували в епоху палеоліту. Перша письмова згадка про Таращу (як урочище) датується 1611 роком.
|  |  |  |

## Заснування міста та ранні етапи його існування

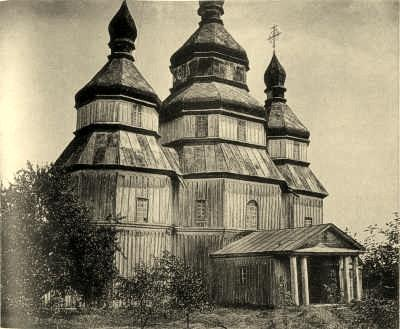
Георгіївська церква Таращі, збудована в 1753 р.

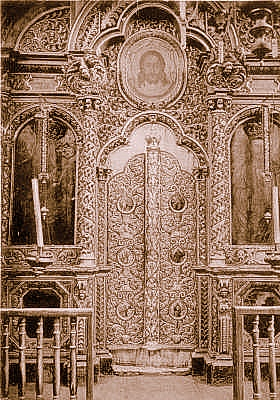
Іконостас Георгіївської церкви

В XVI столітті Тараща була пустим урочищем, яке було прикріпленим до Білоцерківського староства Речі Посполитої. В 1611-му році польський король Сигізмунд III віддав урочище Тараща у володіння боярина Миколи Лісевича зобов'язавши його бути на військовій службі при старостві. Але як при Лісевичеві так і при його наміснику Тараща залишалася всього лише хутором.
28 жовтня 1617-го року в урочищі Стара Вільшанка, поблизу Таращі, між гетьманом Петром Сагайдачним та командувачем польськими військами Станіславом Жолкевським була укладена так звана Вільшанська угода.

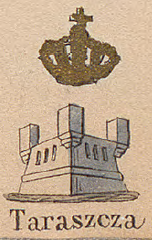
Тараща на мапі Зигмунда Герстмана

В 1710-му році король Август II віддав ці землі полковнику Антонію Бліндовському як нагороду за захист міста Любліна від шведів. Бліндовський заснував село, яке стало швидко розростатися.
В 1712 році Пилип Орлик і прихильники шведського короля Карла XII знищили Таращу вщент. Попри це полковник Бліндовський знову заселив Таращу. В 1722 році, на прохання Бліндовського, Таращі було надано статус містечка з дозволом на проведення ярмарків. В 1724-му році в Таращі нараховувалося 63 дворів, що сплачували податки.
В 1737-му році полковник Бліндовський помер, а вдова його вийшла заміж за Амвросія Струтинського. Одразу ж після смерті Бліндовського розпочалася судова тяганина за право володіння містечком між вдовою, яка стверджувала, що згідно з грамотою, наданою польським королем, Тараща була передана у спадкову власність, та між Йосипом Бушовським, що став Білоцерківським старостою та доводив, що Тараща була державною власністю і тому не могла передаватися по спадковості. Поки продовжувався судовий процес, Таращею керував губернатор Медведівський, що був призначений на цю посаду староством.
Наприкінці 1736-го року, загін гайдамаків, під командуванням Харка взяв з боєм побудований Бліндовським Таращанський замок, пограбувавши містечко й самого губернатора. Після цієї події Бушовський вже практично володів містечком, хоч формально судовий процес продовжувався аж до 1744. Проте відомо, що якось Струтинські таки влаштували напад, пограбували Бушовського та його гостей, нанесли їм побої й вигнали з замка та містечка. Але цей короткотривалий реванш не мав великого історичного впливу і в 1754-му році Бушовські були вже повноправними володарями міста.

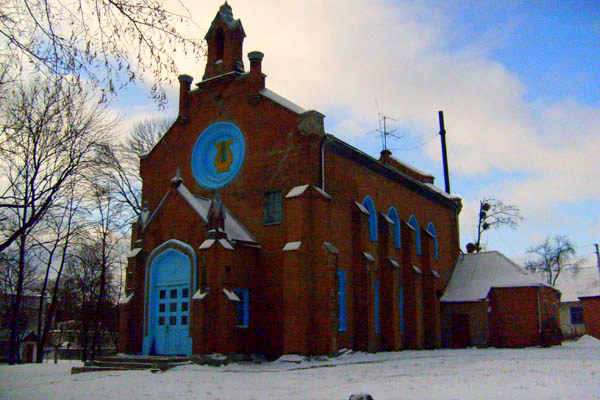
Таращанський римо-католицький костел

В 1740-му році в Таращі була побудована грабова церква. Згадується, що церква була збудована парафіянами, котрих налічувалося до 80-ти дворів. В 1753-му році на місці попередньої церкви була зведена нова, теж дерев'яна, з трьома куполами.
З люстрації 1765-го року видно, що Тараща була визнана окремим староством, яке знаходилося у власності Іоанни Бушовської. В містечку був замок, 122 подвір'я (в тому числі 26 єврейських) та 4 млини.
В 1786—1789 році староство належало Миколі П'ясковському та складалося з містечка, 8-ми сіл, та давало доходу 46000 злотих на рік. В той час в Таращі нараховувалось 222 подвір'я та 6 млинів.
В 1790-му році Тараща налічувала 265 дворів. У зв'язку з постійним ростом містечка, в 1791-му році король Станіслав Август Понятовський надав Таращі статус міста з наказом на створення магістрату. В 1791 Тараща отримала Магдебурзьке право.
1793 року Правобережна Україна і Тараща, зокрема, були приєднані до Російської імперії.

## Повітова історія міста

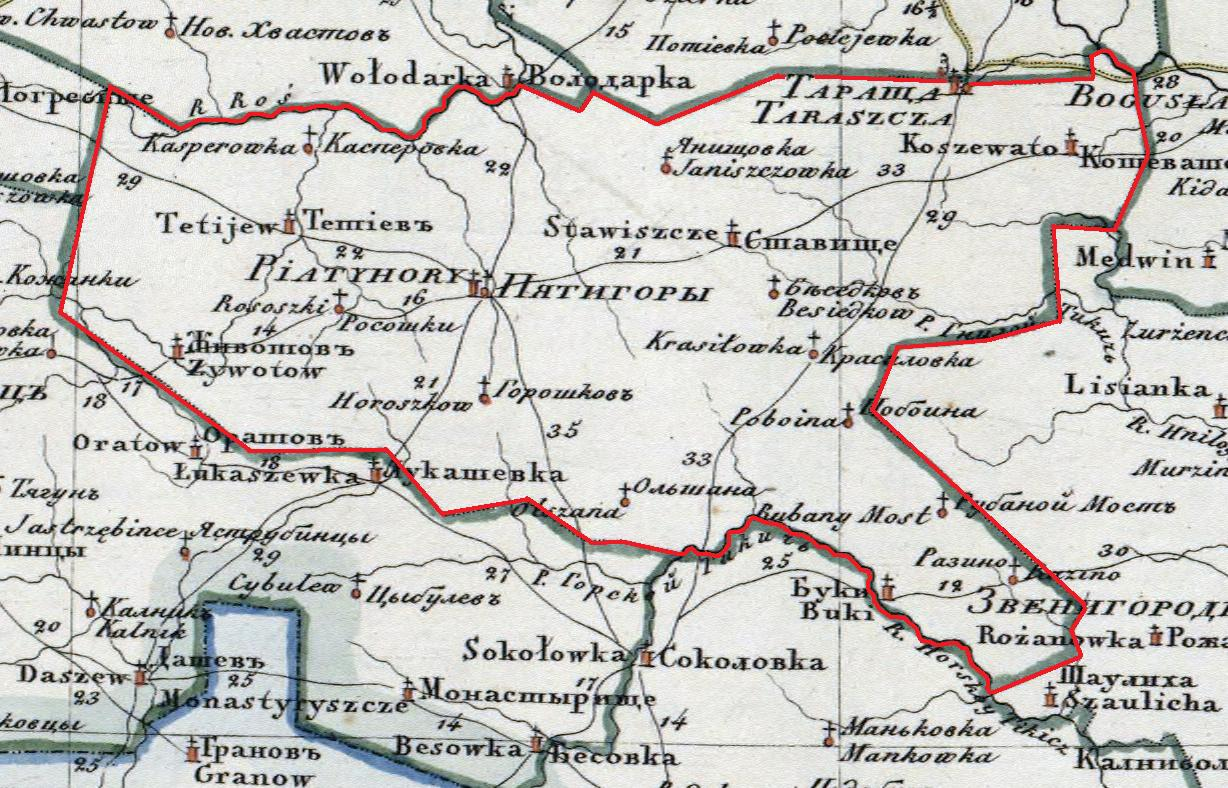
Таращанський повіт, карта 1821-го року

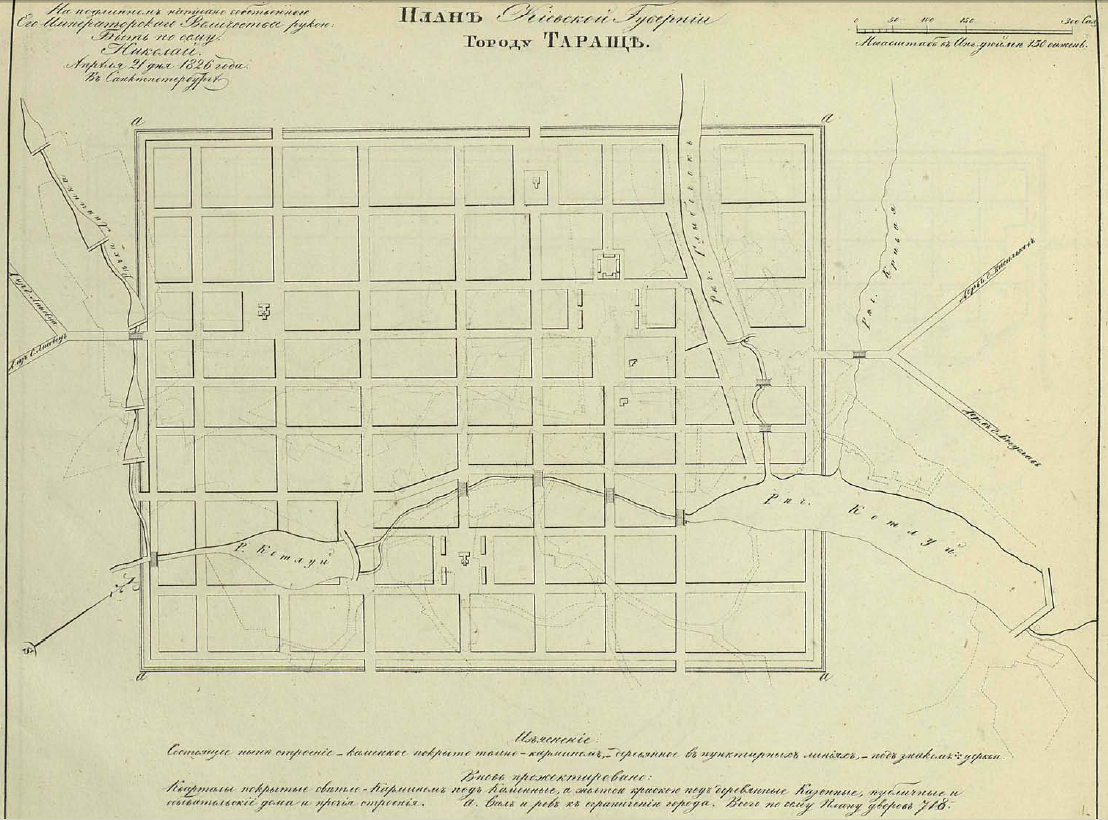
План міста Тараща Київської губернії, затверджено 21 квітня 1826 року, Санкт-Петербург

22 листопада 1800 року Тараща проголошена повітовим містом Таращанського повіту Київської губернії і залишалася ним аж до переходу з губернської адміністративної системи на обласну.
У 1842 році в місті було 792 будинки і проживало 5129 жителів. В місті була церковнопарафіяльна школа, де навчалося 27 дітей заможних міщан, і повітова лікарня. Протягом 1845 року в ній налічувалося 200 хворих. В місті була тюрма, в якій в 1845 році утримувалося 875 в'язнів, яких охороняли 82 солдати і 1 офіцер.
Після відміни кріпосного права в 1861 році в Таращі відбувається інтенсивніший розвиток промисловості, ремесел і торгівлі.
Про життя міста, освіту та враження селян і поміщіків після відміни кріпосного права була надрукована стаття в журналі "Основа" : "Раскажу вам кое-что о жизни нашего городка и вообще этой местности...".

У 1869 році в Таращі було відкрито міське двокласне училище (зараз це гімназія «Ерудит»). В місті також працювали два однокласних училища, церковнопарафіяльна школа, чотири приватні і кілька недільних шкіл. В 1916 році в школах міста навчалися більше 1500 учнів.
У 1900 році серед підприємств Таращі найбільшими були вальцьовий млин, броварня та шість цегельних заводів. Крім того, тут діяли медоварня, миловарня, олійниця, свічкарня, 18 кузень, 8 водяних млинів, 2 вітряки. В 1914 році став до ладу чавунно-ливарний завод. У місті проживало понад 15 тисяч жителів.

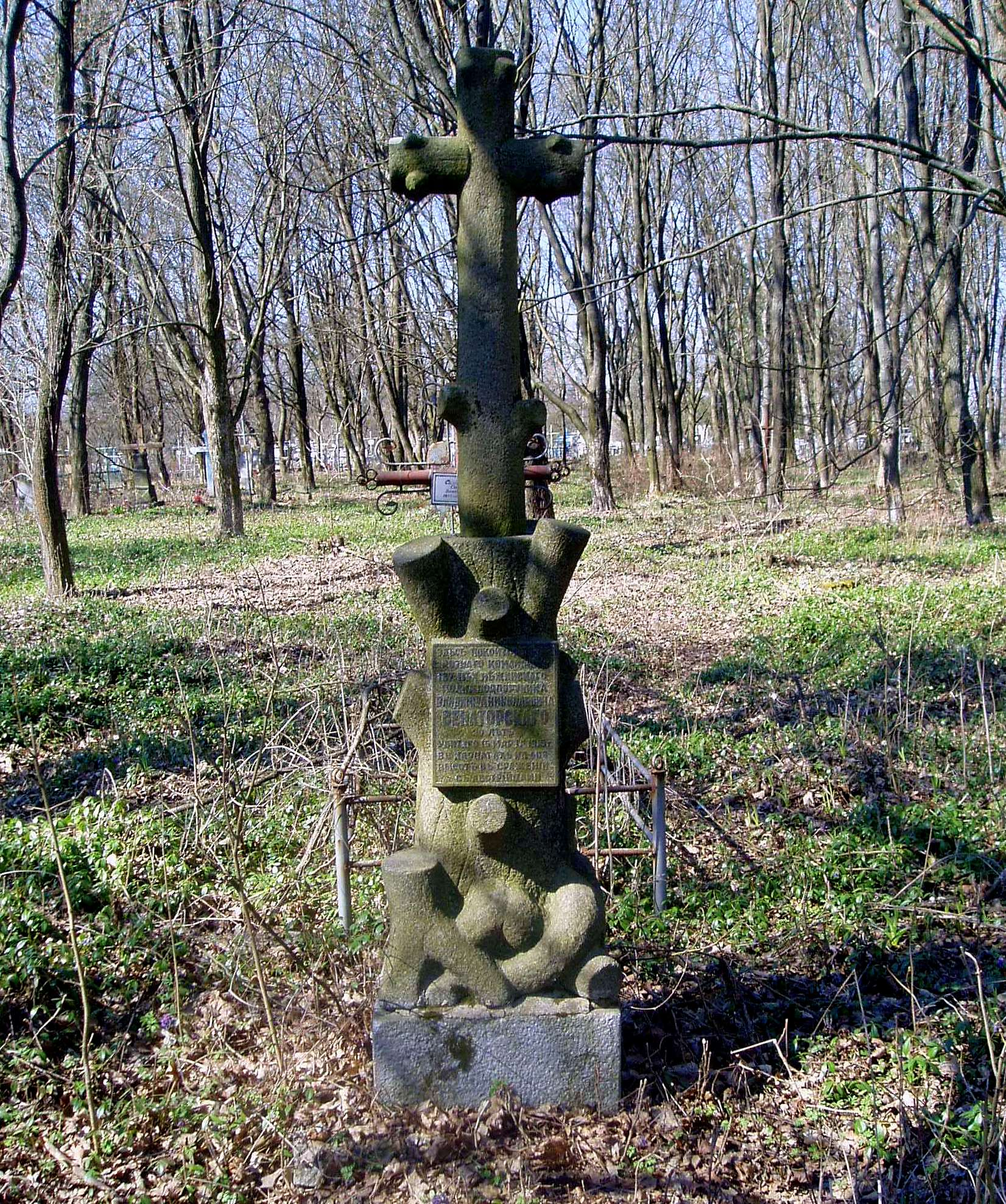
Напис на хресті:
«Тут лежить прах ротного командира
137-го піхотного Ніжинського полку
підпоручика
Володимира Миколайовича Сена́торського
20 років
вбитого 15 березня 1915-го року
в Карпатах на 603-й висоті
в бою з австрійцями»

## Таращанський вокзал
Як повітове місто Таращанського повіту, Тараща мала такий же адміністративний статус як тогочасні міста Черкаси, Вінниця, або, скажімо, Тирасполь, і мала значно вищий статус ніж така сама Біла Церква, яка повітовим містом не була. Цікавим є той факт що населення тогочасних Черкас всього лиш вдвічі перевищувало населення Таращі, а сучасні Черкаси за площею менш ніж у двічі більші від Таращі, хоч за населенням вони більші від Таращі майже у 20 разів.
Незручне географічне розташування та віддаленість від основних залізничних та автомобільних магістралей істотно заважали розвитку Таращі. На початку XX-го століття було заплановане відкриття залізничної колії з кінцевою станцією Тараща. Проект успішно реалізовувався: були збудовані вокзальні приміщення та майже прокладена залізнична гілка. Прикрим є той факт, що до початку революційних подій та громадянської війни не встигли докласти буквально п'ять кілометрів залізничного полотна. Після революції статус міста помінявся з повітового на районне, і радянська влада майже завершений проект заморозила. В самому кінці радянської доби на місці де закінчувалася стара царська колія, почали будувати товарну залізничну станцію. Згадана товарна залізнична станція знаходиться в зародковому стані розвитку та майже не працює.
|  |  |

## Єврейська історія Таращі

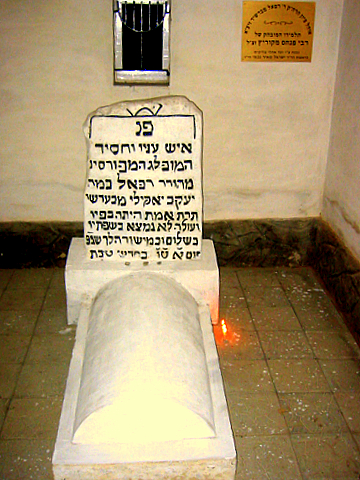
Могила рабина Рефаеля з містечка Бершадь

Наприкінці 19-го століття єврейське населення Таращі перевищувало 5000 мешканців, і становило майже половину від всього населення міста.
На території Таращі знаходиться могила цадика рабина Рефаеля із містечка Бершадь, також відомого як рабина Рефаеля Бершадського.
Напис на могильному камені:

«Тут лежить скромна та благочестива людина

Дуже значуща та дуже відома.

Наш великий вчитель та рабин, Рефаель з містечка Бершадь,

Син нашого вчителя та рабина, Якова Якіли. 

Він говорив правдиві слова Тори,

І нещирість ніколи не лунала з його уст.

Він пішов від нас в мирі та праведності

В неділю, 15 числа місяця Тенета, року 5587.

[14 січня 1827]» 
Цю людину часто згадують під іменем Рафаель із Бершаді, але як стверджує відомий авторитет з питань юдаїки, автор та незмінний ведучий Інтернет порталу evrey.com [Архівовано 14 травня 2022 у Wayback Machine.], рабин Елія́гу Е́сас, вірним ім'ям є саме Рефаель, це пов'язано з місцем народження рабина. Рабин Рефаель народився в Голландії (за іншою версією в Німеччині).
Нагадаємо, що згідно правопису мови іврит, при написанні слів прописуються лише приголосні звуки. Якщо ж треба вказати, який саме голосний звук слід використовувати між приголосними, то до значків, які відображають приголосні звуки дописують додаткові компоненти. Вказані додаткові компоненти російською мовою називають огласовками. Отже саме відсутність букв, які б відображали голосні звуки мови іврит, призвела до суперечок стосовно вірної трактовки імені рабина.

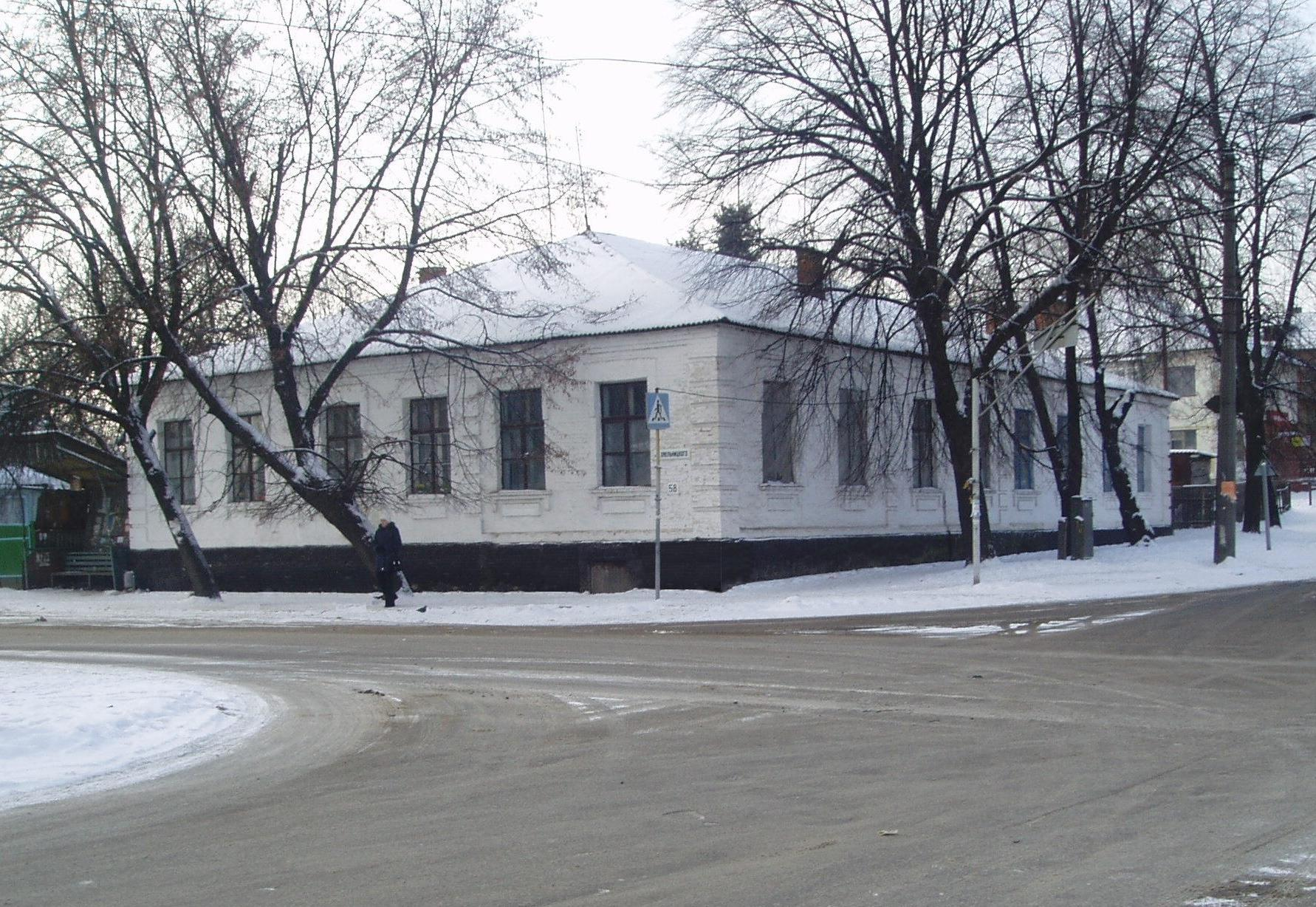
Приміщення світського дворічного чоловічого єврейського училища Таращі

Таращу неодноразово згадує в своїх творах єврейський письменник Шолом-Алейхем, ось наприклад:
|  | Де ж я був? Неподалік, в Таращі, у сестри на заручинах. То були шикарні заручини, з вечерею, з дуже солідними гостями, — не те що богуславські паршивці! … Є у мене одна-єдина сестра в Таращі, вона видає заміж свою середню дочку, — так що ж, не їхати мені до неї на заручини? … Або, скажімо, я повинен бути пророком і знати, що якраз в той час, коли моя сестра в Таращі видає середню дочку, в мене в Богуславі трапиться пожежа? |

А ось інша цитата:
|  | Я, скажімо, знаю деякого Черкаського, що проживає в Білій Церкві, і деякого Білоцерківського, котрий мешкає в Черкасах. Потім, я знаю деякого Таращанського, що проживає в Кременчуці, і деякого Кременчуцького, котрий мешкає в Таращі. Здавалося б, чим погано, якби Черкаський, який, мабуть, родом із Черкас, жив в Черкасах, а Білоцерківський — в Білій Церкві, Таращанський — в Таращі, а Кременчуцький — в Кременчуці? Але якби кожна людина була прив’язана до свого міста, то що б тоді трапилося з усім світом? |

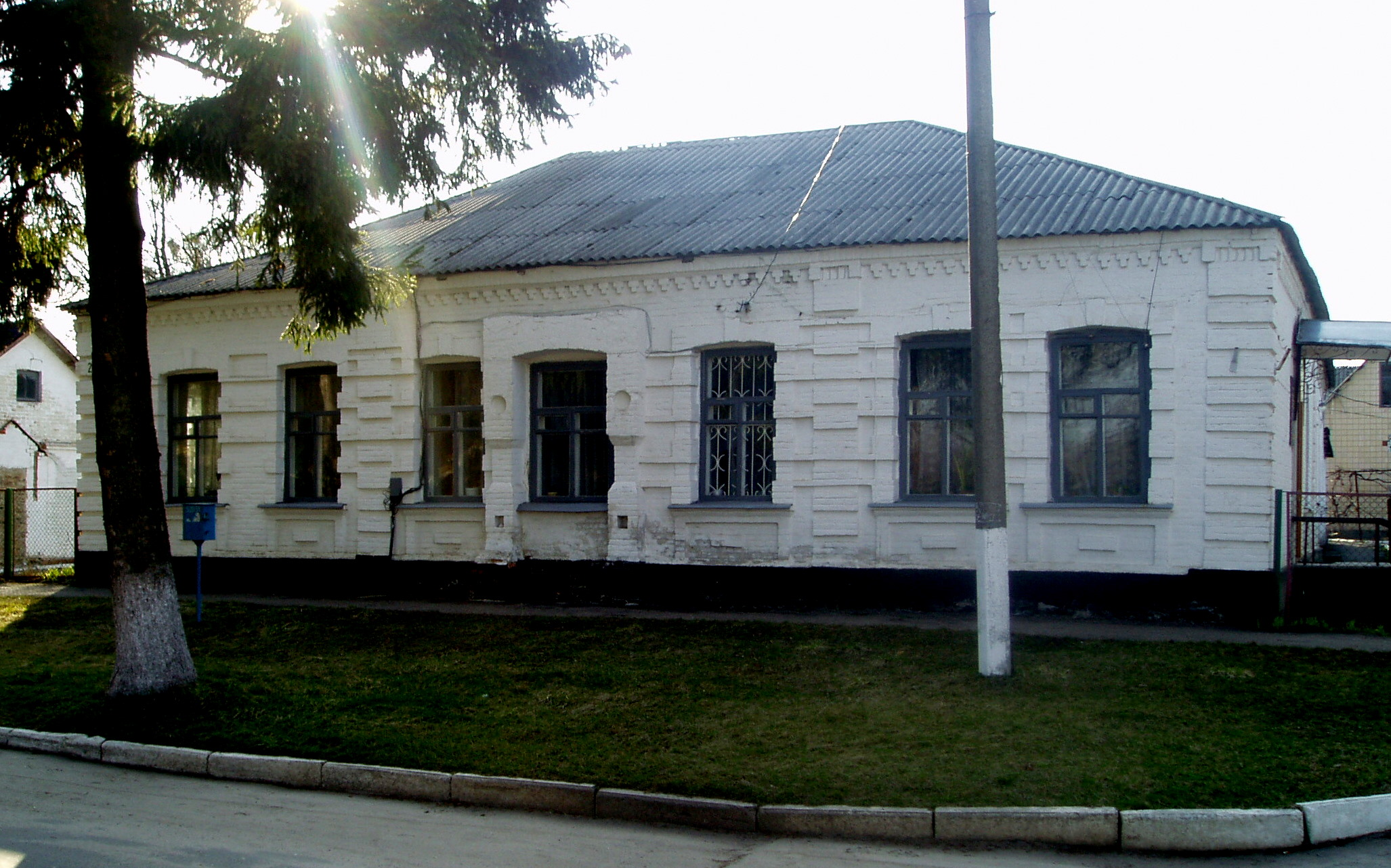
Ймовірно приміщення синагоги, за винятком
добудованої в радянський період задньої частини будинку.

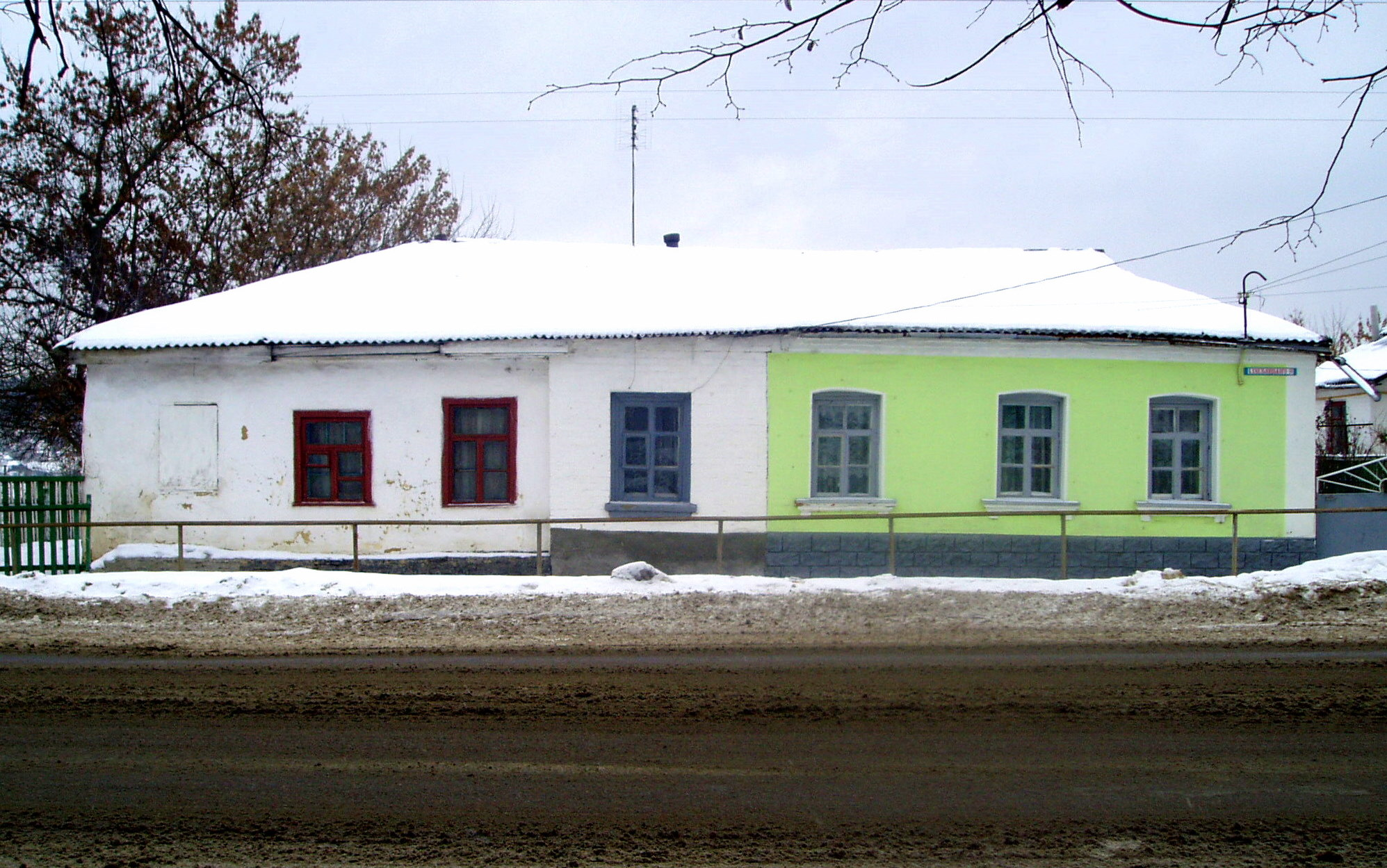
Приміщення синагоги.

Дослідникам творчості Шолома-Алейхема достовірно відомо, що в період з 1883 по 1887 роки письменник жив у Білій Церкві, а з 1887 по 1890 та з 1893 по 1905 він жив у Києві. Період з 1890 по 1893 залишається білою плямою. Так все ж таки, де жив Шолом-Алейхем з 1890 по 1893? — хто знає, може й в Таращі.
В 1868 році в Таращі народився відомий єврейський актор та театральний діяч, засновник американських єврейських театрів, що ставили вистави мовою їдиш, Борис Томашевський. Значна частина інших відомих уродженців Таращі теж має єврейське походження.
Згідно з офіційною статистикою, в 1898-му році в центральній частині Таращі функціонувало чотири синагоги.
|  |  |  |  |  |  |

Тараща, пам'ятник на місці розтрілу таращанських євреїв нацистами у вересні 1941-го року.

Пам'ятник розташований в яру, навпроти входу до ринку, зі сторони кінотеатру «Мир».
|  |  |  |  |

Перепис євреїв Таращанського повіту 1804 року
Перепис євреїв Таращанського повіту 1835 року

## Штундизм та Мальованщина
|  | Тараща — в сущности еврейское большое местечко, несколько принарядившееся под город. Часть улиц совсем не замощена и в это время года (март 1913 года) превращается во что-то невообразимое, неописуемое и, во всяком случае, непроходимое. Остальные улицы вымощены — по обычаю других городков этого края — только по середине, так что мостовая с обеих сторон отделяется от тротуаров широкою полосою непролазного болота. Даже главная улица, «Дворянская», не представляет исключения. Пообедать (довольно неудовлетворительно) можно только в клубе, вечно пустующем. Городишко мёртвый, и где находятся его 14 тысяч жителей, я не знаю. Остановившись в лучшей, но, тем не менее скверной гостинице, я тотчас-же спросил номерного, где дом Малеванного (мне казалось, да мне так и сообщали, что в Тараще любая муха укажет этот дом). |

## Враження Тараса Шевченка від Таращі

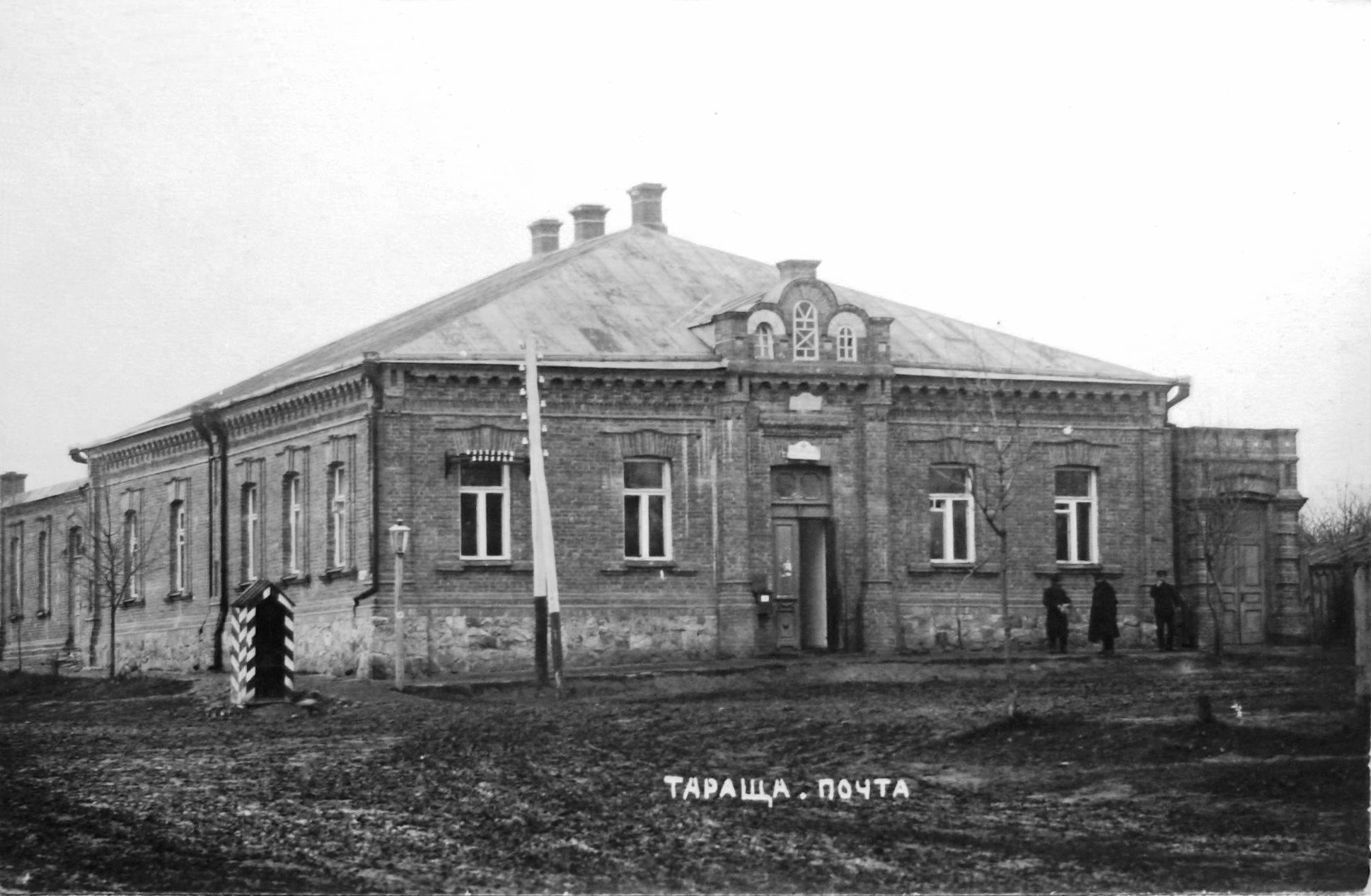
старе приміщення пошти Таращі, фото 19-го століття, саме в ньому зупинявся на ночівлю Шевченко

Відомий український поет, Тарас Шевченко, проїжджаючи повз Таращу в листопаді 1856 року, писав:
|  | Тараща — місто! Не розумію, чому дали таку голосну назву цій брудній жидівській слободі. Напевне можна сказати, що небіжчик Гоголь і на мить не бачив цього нарочито брудного міста, інакше б його рідний Миргород здався йому коли не справжнім містом, то принаймні прекрасним селом. |

На честь Тараса Шевченка названо центральну вулицю Таращі (колишню вулицю Дворянську), а в серпні 2004 року в місті встановлено пам'ятний бюст кобзарю.
|  |  |  |

## Революційний період та громадянська війна

Церква на Заріччі, зруйнована в 1938

1904 року під впливом розвитку революційного руху в Таращі виник соціал-демократичний гурток, яким керував Валеріан Савелійович Довгалевський.
В травні 1907 року учні-старшокласники повітового училища виступили з протестом проти надіслання вітальної телеграми російському царю з нагоди початку випускних екзамені.
15 січня 1918 року в м. Таращі встановилася радянська влада. В цей час німецькі війська захопили с. Синяву. Для боротьби з ними було створено загін чисельністю до 800 чоловік. Ним командували Федір Гребенко та Василь Баляс. Партизанський рух в червні 1918 року переріс у найбільше в Україні Таращанське повстання, яке нараховувало до 20 тис. чоловік. Пізніше з повстанців загону буде створено Таращанський полк.
Сильно постраждала Тараща в 1920-му році від варварських набігів Першої кінної армії легендарного «героя» громадянської війни Семена Будьонного. Звірства Будьонівських формувань описані, зокрема в серії оповідань Ісака Бабеля «Кінармія» (1923—1926). Документальним підтвердженням цих подій може служити цитата з інформаційного звіту київського Губчека за 1-15 жовтня 1920 року з якого зовсім недавно зняли гриф секретності:

Кафедральний Георгієвський собор Таращі, будувався з 1869 по 1883,
робота архітектора Ернеста Івановича Жибера,
зруйнований комуністами в 1938 р.

|  | Общее политическое положение губернии: … Отводимые с фронта Буденновские части всюду в местечках, крупных селах и даже уездных городах устраивали погромы не только над еврейским населением, но и над русскими и над селянами-украинцами. Громили магазины частных торговцев, склады опродкомов, собеса и других учреждений и сами учреждения, избивали и убивали евреев, коммунистов, военкомов, милицию и других ответственных и неответственных советских работников и служащих, которые вынуждены были скрываться, как от неприятеля или налетевшей банды. На рынках и в деревнях грабили селян, не разбирая бедняков и кулаков, раздевали на улицах, забирая одежду, забирали скот, фураж, деньги и проч. Вырезывали в местечках еврейские семьи, сжигали дома, грабили синагоги, разбивая скрижали и разрывая Тору (Священное писание евреев, включает в себя первые пять книг современной Библии — Пятикнижье. прим. комментарий). Такое поведение Буденновских частей, частей Красной армии, произвело огромное и неизгладимое впечатление на селянство… |

## Радянський період (довоєнний)
Після закінчення громадянської війни, в 1926 році, в м. Таращі діяли 2 семирічні, 2 початкові школи, де навчалися 1153 учні.

Будівництво комендатури в роки нацистської окупації зараз це приміщення однієї з шкіл

В 1927 році відкрився технікум механізації сільського господарства.
В період Голодомору 1932-1933 років за записами у вцілілій книзі реєстрації смертей у місті померло 709 жителів.
В 1930 році в Таращі організували МТС, яка мала 9 тракторів. В 1929—1930 рр. виникли про партії «Більшовицька праця», «Швейкооп», «Чоботар», «Гужтранс», «Харчо труд».
В 1939 році стали до ладу плодоконсервний завод, маслозавод, харчокомбінат.
Післяреволюційний період характеризується повальною боротьбою з релігіями. Так і в Таращі: православний Георгієвський собор розбили, така ж участь чекала й новозбудовану церкву на Лисій Горі, синагогу перетворили в палац піонерів, єшиву — в гуртожиток, римо-католицький костел — у музичну школу. З цегли, що залишилася після руйнування православних храмів, зліпили районний будинок культури. Приміщення такого «будинку культури» розвалилося не простоявши й 40 років, мабуть кармовими виявилися цеглинки…

## Період нацистської окупації

Пам'ятник воїнам Таращанського полку в Сталінграді

Пам'ятник (братська могила) танкістам загиблим при визволенні Таращі

Героїчною славою вкрили себе таращани в роки Німецько-радянської війни 1941—1945 рр.
З жовтня 1941 року діяла підпільна патріотична група в Таращанському районному відділенні зв'язку, яку очолював А. П. Стрілець. Події в місті висвітлювала газета «Відродження», перейменована в 1943 р. на «Таращанські вісті».
Багато жителів Таращі брали участь у Таращанському русі, зокрема О. Т. Савлу, В. С. Холодний. П. П. Кириленко. І. В. Голянзовський, В. П. Кваснєвський та інші. За мужність і відвагу проявлену на фронтах Німецько-радянської війни 246 жителів м. Тараща нагороджені орденами й медалями, а льотчику М. К. Навроцькому і танкісту П. Л. Вернигорі присвоєно звання Героя Радянського Союзу.
5 січня 1944 року Таращу визволили від німецьких загарбників.
За період тимчасової окупації нацисти розстріляли 1450 жителів міста, в тому числі 276 дітей, 367 чоловік вивезли до Німеччини.
Нацистські варвари завдали величезних збитків господарству Таращі. У руїнах лежали будинки, були спустошені промислові підприємства.
Цікава і змістовна робота щодо виховання молоді на бойових традиціях таращанців проводилася в середній школі № 1. Юні слідопити вивчали історію свого міста, бойовий шлях легендарного Таращанського полку в роки громадянської та Німецько-радянської воєн. Піонерській дружині школи було присвоєно ім'я Таращанського полку.
Таращанські вулиці, провулки та житлові масиви існують в багатьох містах колишнього Радянського Союзу. Так, наприклад, в місті Києві є Таращанська вулиця та Таращанський провулок. Таращанські вулиці є також у Львові, Дніпропетровську, Харкові, Ніжині, Макіївці, Броварах, Боярці, Хмільнику, Козині, Білій Церкві та інших великих і маленьких містах. Крім того в Білій Церкві є Таращанський житловий масив, а у Сталінграді (нині Волгограді) є вулиця Таращанців та встановлено пам'ятник воїнам Таращанського полку. Крім того на будинку за адресою вул. Таращанців 7 в лютому 1978-го року встановлено меморіальну дошку з написом:
«В дни Сталинградской битвы здесь Таращанский полк героически защищал город».

А на будинку за адресою вул. Таращанців 22 в січні 1983-го встановлено ще одну меморіальну дошку з написом:
 «Улица названа в честь воинов Таращанского полка 45-й стрелковой дивизии, 

в 1942—1943 гг. героически сражавшихся на территории Краснооктябрьского района».

|  |  |  |  |

## Післявоєнний період
У радянський час статус міста надано 1957 року.
Поступово місто відновило промислові підприємства, заклади освіти культури. В 1961 році створене районне об'єднання «Сільгосптехніка». В 1966 році слюсар «Сільгосптехніки» І. Я. Орліченко нагороджений орденом Леніна.
В 1964 році споруджено нові цехи сирзаводу. В 1970 році він виробляв 354 тонни сиру і 418 вершкового масла.
Далеко за межами Таращі був відомий плодоконсервний завод, який експортував свою продукцію в Японію, Польщу, Чехословаччину.
Значним підприємством був Таращанський комбінат продовольчих товарів, який випускав кондитерські вироби, безалкогольні напої, борошно, крупи, олію.
Тараща була одним з найбільших центрів рибного господарства Київської області. Тут містився племінний рибний пункт Українського науково-дослідного інституту рибництва та рибне господарство Київського риб тресту.
В Таращі успішно працювала міжколгоспна інкубаційно-птахівнича станція, яка постачала племінну птицю в інші райони Київської області. Щороку вона давала півмільйона птахомолодняяка. Станція посідала перше місце в області, рік у рік вона була учасником виставки досягнень народного господарства СРСР. Очолював станцію полковник у відставці А. З. Німецький, нагороджений 30 орденами і медалями.

Пам'ятник воїнам-інтернаціоналістам Таращанського району

У Таращі знаходився опорний пункт Українського науково-дослідного інституту економіки сільського господарства, який проводив наукову роботу в галузі спеціалізації, механізації та електрифікації сільського господарства.
З розвитком народного господарства росла і впорядковувалася Тараща. Зріс житловий фонд. На кінець 1970 року він налічував 390 комунальних квартир. У місті було побудовано ресторан, готель, лазню, перукарні. Велику роль у розгортанні капітального і житлового будівництва відігравала організація «Міжколгоспбуд».
В 1970 році було прокладено 11,2 км міського водогону. Всі центральні вулиці були заасфальтовані.
В 1957 році в Таращі відкрито дитячу лікарню на 25 ліжок. Розширено районну лікарню. Лікувальні заклади міста налічували 310 ліжок.
В 1970 році в Таращі працювало 2 середні, 2 восьмирічні, 1 заочна школи в яких навчалося 2370 дітей, а також технікум механізації та електрифікації сільського господарства, де налічувалось 1090 учнів. У 1959 році було відкрито музичну школу. Понад 400 дітей відвідували художні й технічні гуртки Таращанського палацу піонерів.

## Новітня історія міста
|  | Тараща — городишко маленький, летом наверное, очень зеленый и уютный… скучный и вялый в ноябре среди облетевших каштанов и мертвых акаций… с безмолвной лютеранской кирхой и единственным на всю четырнадцатитысячную Таращу светофором у рыночной площади. |

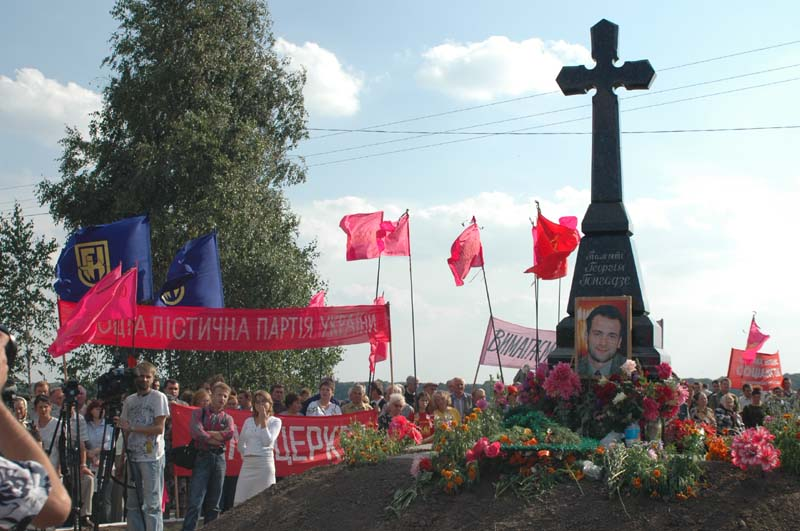
Пам'ятний знак Георгію Ґонґадзе

До 60-річчя визволення міста

Сьогодні в економіці міста провідне місце займає торгівля та переробка сільгоспсировини. На території міста працюють підприємства із виробництва м'ясо-молочної продукції, вирощування риби та птиці, проводиться випуск ливарної продукції та машинобудування, діє завод комбікормів та премісків, меблева фабрика.
На території району зареєстровано близько 60 структурних утворень політичних партій, переважна більшість яких діють у місті.
Церковно-релігійне життя міста досить активне. Зареєстровані і діють 5 конфесій, в тому числі римо-католиків.
На території міста збереглися пам'ятки архітектури, побудовані в XIX столітті — колона пожежного депо, костел, млин. Також зберігся ансамбль споруд державних установ (службові повітові установи, в'язниця, флігель земського суду, казначейства, міської управи), який був спроектований професором архітектурного класу Петербурзької Академії мистецтв А. Д. Захаровим.
|  | Маленьке, тихе містечко Тараща. Це місце незвичайне тим, що тут тихо до ночі! Тут багато затишних місць, де можна відволіктися і поміркувати. А ввечері … вся молодь виходить двіжувати. Про це місце говорити потрібно мало, потрібно просто його бачити! |

|  | Так, мабуть, і в часи Бояна Квітчалася пора весняна, І накрапали молоді дощі, І хмари насувалися з Таращі, І яструби за обрій углибали, І дзвінко озивалися цимбали, І в пралісах озера голубі Вглядалися в небесну дивну ясність. Все — як тоді. А де ж вона сучастність? Вона в найголовнішому: в тобі. |

«Ці ліси, ці поля, ці луги,
 хіба є де у світі краще? 
Ні, нема, бо найкраще ти,
 рідне місто, моя Тараща!»

## Відомі люди
Тараща — місто народження президента Академії наук СРСР Александрова, хіміка Гайсинського, механіка Кузьміна, інженера-конструктора Бикова, театрала Томашевського, революціонерки Каховської, генерального прокурора УРСР Желєзногорського, генерала армії УНР Сікевича, істориків Волковинського та Новицького, етнографа Наулка, лікарів Ніколаєва та Ручківського, композиторів Юровського та Злотника, диригента Чернова, голови Параолімпійського комітету України Сушкевича, заслуженого тренера України з мотоспорту Братковсього та багатьох інших яскравих та відомих особистостей.

## Геральдика
|  |  |  |  |  |